# Kirk (Kolorado)
Kirk – jednostka osadnicza w Stanach Zjednoczonych, w stanie Kolorado, w hrabstwie Yuma.